# Más allá del río Negro
Más allá del río Negro (titulado originalmente en inglés Beyond the Black River) es un relato escrito por el autor estadounidense Robert E. Howard para su personaje de ficción Conan el Cimmerio. Publicado por primera vez entre los meses de mayo y junio de 1935 en la revista pulp Weird Tales, el relato está ambientado en la mítica Era Hiboria, un universo de ficción de espada y brujería creado por Howard.

## Trama
El prólogo de la historia nos habla de sus viajes a Punt con Muriela, refiere una estafa perpetrada contra los fieles de una diosa de marfil y luego a Zimbabue, donde se une a una caravana comercial en su ruta a Shem. Alrededor de los 40 ahora, Conan visita su tierra natal y encuentra que sus viejos amigos son padres. Aburrido, Conan se pone en marcha hacia las Marcas Bosonias y se convierte en explorador en Fuerte Tuscelan en el río Negro. Naturalmente, hay una guerra en marcha ...
Un joven colono llamado Balthus encuentra a Conan en los bosques matando a un demonio del bosque. Acompañando al joven de regreso al fuerte, Conan encuentra el cuerpo de un comerciante hechizado por un brujo picto llamado Zogar Sag y asesinado por un demonio del pantano. 
El comandante del fuerte Tuscelan, Valannus, es un hombre desesperado y le pide a Conan que mate a Zogar Sag antes de que levante a los pictos contra toda la zona fronteriza. Llevando un equipo de soldados exploradores escogidos y a Balthus, Conan parte sigilosamente en canoas. Balthus es capturado y la mayoría de los hombres de Conan asesinados en una emboscada.
Balthus y uno de los exploradores son atados a estacas y el explorador es sacrificado por Zogar Sag a una de sus criaturas de la selva. Antes de que Balthus pueda encontrar un destino similar, Conan prende fuego a la aldea picta y los dos huyen al bosque. Conan le cuenta a Balthus sobre el culto de Jhebbal Sag, ahora olvidado por la mayoría de los hombres. Una vez todos los seres vivos lo adoraron cuando los hombres y las bestias hablaban el mismo idioma. Con el tiempo, la mayoría de los hombres y las bestias olvidaron su adoración. Sin embargo, Zogar Sag no lo ha hecho y puede controlar a los pocos animales y criaturas que también lo recuerdan. Y ahora están tras la pista de Conan.
Conan es capaz de neutralizarlas mediante un símbolo que una vez observó, y la pareja se apresura para volver al fuerte para advertirles del inminente asalto picto, pero llegan demasiado tarde.
Entonces van a advertir a los colonos que los pictos han cruzado el río y están atacando. Se les une Degollador, un perro salvaje anteriormente propiedad de un colono que había sido matado por los pictos. Balthus es enviado a advertir a los colonos de la próxima incursión picta, y Conan se separa de él para advertir a un grupo de colonos que habían ido a recoger sal. Balthus advierte a los colonos, y acompañado de Degollador se enfrenta a los asaltantes pictos que se aproximan. Su sacrificio retrasa a los pictos y da tiempo a los colonos para que puedan ponerse a salvo. Conan logra advertir a tiempo a la partida de recolectores de sal, pero se da cuenta de que ha sido marcado para morir por los dioses de la oscuridad por el mal uso del símbolo de Jhebbal Sag. Conan triunfa al final, matando al demonio enviado a exterminarlo, pero el fuerte se pierde.
La historia termina en una taberna. Un superviviente le cuenta a Conan del acto valiente de Balthus y Degollador, y cómo su resistencia final había retrasado a los pictos apenas lo suficiente para que los colonos pudieran ponerse a salvo. Al enterarse de la lucha, Conan se compromete a tomar las cabezas de diez pictos para pagar por el sacrificio de Balthus, junto con siete cabezas por el perro, que era "un guerrero mejor que muchos hombres."

## Adaptaciones
Beyond the Black River fue adaptado a cómic por Roy Thomas, John Buscema y Tony Zúñiga en los números 26 (enero de 1978) y 27 (marzo de 1978) de la colección La espada salvaje de Conan (Marvel Comics, Savage Sword of Conan #26 y #27). En castellano esta historieta de Marvel Comics fue traducida y publicada por primera vez por la editorial española Ediciones Vértice, que la publicó en el número 63 (agosto de 1979) de la colección Relatos Salvajes. Comics Forum la tradujo a su vez, de nuevo con el título Más allá del río Negro, en el número 10 (septiembre de 1984) de la colección Super Conan.
La banda de heavy metal The Sword, en el álbum Gods of the Earth, basó la canción The Black River en este relato.